# Nouvelle Équipe
Nouvelle Équipe was een Luxemburgse kunstbeweging die op gang kwam na de Tweede Wereldoorlog en was gericht op vernieuwing in de kunst.

## Geschiedenis
Na de oorlog was een aantal jonge Luxemburgse kunstenaars op zoek naar een nieuwe vormgeving in de kunst, ze wilden alle conventionele concepten en traditionele vormen afschaffen. Vier van hen, de kunstschilders François Gillen, Victor Jungblut, Joseph Probst en beeldhouwer Lucien Wercollier, verenigden zich tot een 'Nieuwe Groep' (Nouvelle Équipe). Zij organiseerden in 1948 de eerste Salon de la Nouvelle Équipe, die van 20 mei tot 3 juni 1948 werd gehouden in de Cercle municipal in Luxemburg-Stad. Bij de opening waren onder anderen Nicolas Margue, minister van Onderwijs, landbouw en cultuur, en Lambert Schaus, minister van Economische Zaken, en de Belgische ambassadeur aanwezig. De kunstenaars toonden vijftig werken: glas in lood, schilderijen en plastieken. De tentoonstelling werd goed ontvangen en de kunstcritici van het Escher Tageblatt en de Luxemburger Wort waren enthousiast. Laatstgenoemde schreef: "In deze Salon is niets armoedigs, niets conventioneels, niets laagsensitiefs. Ik zeg niet dat alle conventies achterhaald zijn en dat elk element van elk werk vintage is. Bepaalde formules, zowel in de keuze van het onderwerp, als in zijn visie, als in de techniek van representatie, worden door anderen gegeven. Hoewel recent, zijn clichés niet minder clichés. Maar de kunstenaars die hier exposeren, komen er krachtig uit voort en zijn bezig met het vinden van, ieder voor zich, hun uitdrukkingswijze."
Twee jaar later vond de tweede salon plaats. Van 13 mei tot 5 juni 1950 waren in het Staatsmuseum in Luxemburg-Stad werken te zien van de Nouvelle Èquipe, aangevuld met keramiek van Colette Probst-Wurth en doeken van zestien kunstenaars uit Lyon. De opening vond plaats in aanwezigheid van onder anderen Pierre Frieden, minister van Onderwijs, Cultuur en Wetenschap, Marcelle Campana, viceconsul van Frankrijk en Alphonse Arend, voorzitter van Amitiés françaises. Ook deze salon werd goed ontvangen. Kunstcriticus Joseph-Émile Muller over de expositie: "Je vindt er vooral onderzoekers, kunstenaars die, routine, luiheid en gemakkelijk succes afwijzend, zich inzetten om hun emoties en hun ideeën te vertalen in de taal van onze tijd met een persoonlijk accent." De tentoonstelling werd met een week verlengd en daarna was het werk van de Nouvelle Équipe te zien in het stadhuis van Esch-sur-Alzette (10 juni tot 25 juni 1950).
Hoewel het voor de Nouvelle Équippe bij twee salons bleef, was de vernieuwing van Luxemburgse kunst in gang gezet. In de loop van de jaren 50 verschoof de focus, onder invloed van de Iconomaques, verder van de traditionele figuratieve kunst naar abstracte kunst. Gillen, Probst en Wercollier speelden ook daarin een rol.